# Metastelma parviflorum
Metastelma parviflorum är en oleanderväxtart som först beskrevs av Olof Swartz, och fick sitt nu gällande namn av Schult.. Metastelma parviflorum ingår i släktet Metastelma och familjen oleanderväxter. Inga underarter finns listade i Catalogue of Life.